# Perrysville, Ohio
Perrysville är en ort (village) i Ashland County i delstaten Ohio. Orten har fått namn efter sjömilitären Oliver Hazard Perry. Enligt 2010 års folkräkning hade Perrysville 735 invånare.

## Kända personer från Perrysville
- Americus V. Rice, politiker och militär
- William Henry Thompson, politiker och jurist